# Ichneumon niger
Ichneumon niger là một loài tò vò trong họ Ichneumonidae.